# Epipremnum silvaticum
Epipremnum silvaticum — це квіткова рослина, що належить до роду Epipremnum і родини Araceae. Це багаторічна вічнозелена ліана.
Батьківщиною є Суматра.
Підіймається за допомогою повітряних коренів і виростає до 6 метрів. Стебло дорослої рослини має товщину 5–10 мм з міжвузлями довжиною 0.5–2 см.